# Trałowce typu Jan van Amstel

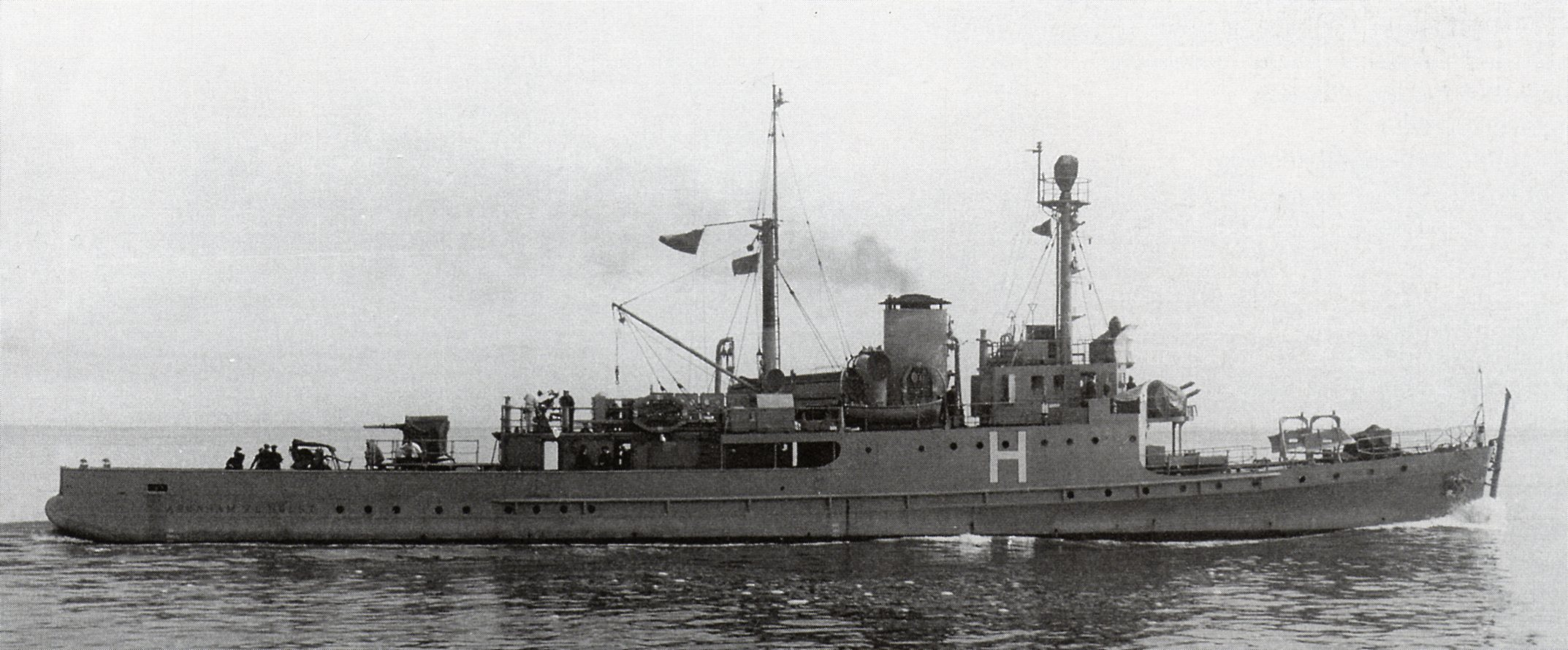
„Abraham van der Hulst”

Trałowce typu Jan van Amstel – typ dziewięciu holenderskich trałowców z okresu II wojny światowej, zbudowanych dla Koninklijke Marine w stoczniach P. Smit w Rotterdamie oraz Gusto w Schiedam. Okręty wykorzystywane były głównie do zadań eskortowych na obszarze Morza Północnego i wokół Holenderskich Indii Wschodnich.

## Budowa
Budowa pierwszych ośmiu okrętów rozpoczęła się w 1936 roku, rok później nastąpiło ich wejście do służby. Planowano budowę kolejnych sześciu trałowców, których budowa miała się rozpocząć w latach 1939 (4) i 1940 (2). Ostatecznie podjęto decyzję o budowie czterech dalszych okrętów w 1940 roku, z czego do momentu niemieckiej inwazji na Holandię tylko jeden został rozpoczęty (został następnie ukończony przez Niemców i wcielony do służby w niemieckiej Kriegsmarine).
Okręty te stanowiły największe holenderskie trałowce dowojennej budowy, z racji rozmiarów i uzbrojenia przewidziane były także do służby eskortowej. Zaprojektowane były w Holandii, jako rozwinięcie i powiększenie konstrukcji wcześniejszych trałowców typu A. Odznaczały się kadłubem z niskimi burtami na dziobie, przechodzącymi na śródokręciu w ściany dość wysokiej nadbudówki. Główne uzbrojenie w postaci armaty 75 mm umieszczone było na pokładzie rufowym. Uzupełniały je dwa podwójne wielkokalibrowe karabiny maszynowe, umieszczone na postumencie przed nadbudówką oraz na rufie, na końcu nadbudówki. Napęd stanowiły dwie maszyny parowe potrójnego rozprężania o mocy 1600 KM, napędzające dwie śruby i pozwalające na osiągnięcie prędkości 15 węzłów. Uważane były za udane okręty, jako wadę wymieniano głównie ciasnotę pomieszczeń.

## Służba
Pierwsze cztery okręty („Jan van Amstel”, „Pieter de Bitter”, „Abraham Crijnssen”, „Eland Dubois”) po wejściu do służby w końcu 1937 roku przeszły do Holenderskich Indii Wschodnich, dalsze cztery pozostały na wodach holenderskich. Jeden z okrętów, „Willem van Ewijck” zatonął 8 września 1939 roku, jeszcze przed przystąpieniem Holandii do wojny, wpływając na holenderskie miny (uszkodzeniu uległ wówczas także „Jan van Gelder”).  Nazwę tę otrzymał następnie nowo budowany trałowiec, który jednak nie został ukończony przed atakiem niemieckim. Po ataku Niemiec, „Pieter Florisz” i „Abraham van der Hulst” zostały samozatopione 14 maja 1940 w Enkhuizen, a jedynie „Jan van Gelder” zdołał przejść do Wielkiej Brytanii, gdzie od 26 marca 1943 do 1945 roku był wypożyczony flocie brytyjskiej. Z trałowców służących na Dalekim Wschodzie, „Jan van Amstel”, „Pieter de Bitter” i „Eland Dubois” zostały zatopione w marcu 1942, jedynie „Abraham Crijnssen” zdołał przedostać się do Australii (od 26 sierpnia 1942 do 5 maja 1943 przejściowo służył w Royal Australian Navy). „Abraham Crijnssen” i „Jan van Gelder” powróciły po wojnie do Holandii.
Do służby niemieckiej po podniesieniu z dna trafiły zatopione wcześniej trałowce „Pieter Florisz” jako M-551 i „Abraham van der Hulst” jako M-553. Niemcy ukończyli również budowę „Willema van Ewijcka” (II) i wcielili go do służby jako M-552. Dwa z trzech okrętów służących w Kriegsmarine dotrwały do końca wojny i zostały w 1945 roku zwrócone Holandii, by rok później wrócić do służby. Wśród nich znajdował się nieukończony w 1940 roku okręt, według początkowych założeń mający otrzymać nazwę zatopionego w wypadku „Willema van Ewijcka”, otrzymał jednak nazwę zniszczonego „Abrahama van der Hulsta”. Trzeci, M-553 został zatopiony 20 sierpnia 1944.
Po wojnie „Abraham Crijnssen”, „Abraham van der Hulst”, „Jan van Gelder” i „Pieter Florisz” kontynuowały służbę w Holandii. Otrzymały w 1946 roku numery taktyczne odpowiednio MV 1–4. Od 1950 służyły jako okręty pomocnicze – stawiacze sieci. Następnie otrzymały NATOwskie numery taktyczne: A 925–928. Zostały wycofane ze służby w 1961 roku. „Abraham Crijnssen” jest obecnie okrętem muzeum w Marinemuseum w Den Helder.

## Okręty
| Nazwa                  | znak burtowy | stocznia | położenie stępki | wodowanie    | wejście do służby | los                                                                                      |
| ---------------------- | ------------ | -------- | ---------------- | ------------ | ----------------- | ---------------------------------------------------------------------------------------- |
| Jan van Amstel         | A            | Smit     | 21. 03. 1936     | 27. 08. 1936 | 15. 03. 1937      | zatopiony 8 marca 1942                                                                   |
| Pieter de Bitter       | B            | Smit     | 21. 03. 1936     | 29. 10. 1936 | 26. 05. 1937      | zatopiony 6 marca 1942                                                                   |
| Abraham Crijnssen      | C            | Gusto    | 21. 03. 1936     | 22. 09. 1936 | 26. 05. 1937      | wycofany 1961 → okręt-muzeum                                                             |
| Eland Dubois           | D            | Gusto    | 21. 03. 1936     | 24. 10. 1936 | 21. 06. 1937      | zatopiony 8 marca 1942                                                                   |
| Willem van Ewijck      | E            | Smit     | 1936             | 22. 02. 1937 | 19. 07. 1937      | zatonął 8 września 1939                                                                  |
| Pieter Florisz         | F            | Smit     | 22. 11. 1936     | 11. 05. 1937 | 13. 09. 1937      | zatopiony 14 maja 1940 → niemiecki M-551 → holenderski, wycofany 1961                    |
| Jan van Gelder         | G → J.60     | Gusto    | 10. 10. 1936     | 27. 03. 1937 | 13. 09. 1937      | wycofany 1961                                                                            |
| Abraham van der Hulst  | H            | Gusto    | 13. 11. 1936     | 31. 05. 1937 | 11. 10. 1937      | zatopiony 14 maja 1940 → niemiecki M-553, zatopiony 20 sierpnia 1944                     |
| Willem van Ewijck (II) |              | Smit     | 1940             | 16. 04. 1940 | 30. 08. 1940      | w służbie jako niemiecki M-552 → holenderski „Abraham van der Hulst” (II), wycofany 1961 |